# Хінова
Хінова (рум. Hinova) — село у повіті Мехедінць в Румунії. Входить до складу комуни Хінова.
Село розташоване на відстані 263 км на захід від Бухареста, 14 км на південний схід від Дробета-Турну-Северина, 85 км на захід від Крайови.

## Населення
За даними перепису населення 2002 року у селі проживали 1020 осіб, з них 1019 осіб (99,9%) румунів. Рідною мовою 1019 осіб (99,9%) назвали румунську.